# Идти тихо, идти глубоко
«Идти тихо, идти глубоко» (англ. Run Silent Run Deep) — военная драма об американских подводниках Второй Мировой вышедшая в 1958 году.

## Сюжет
Капитан потопленной в проливе Бонго подводной лодки США «Рич» Ричардсон (Кларк Гейбл) уже год служит в штабе на базе Пёрл-Харбор. Он пытается найти способ противодействия загадочной тактике японского эсминца «Акиказу», который отправил на дно уже несколько американских сумбарин. Пытаясь отомстить за свой экипаж, Ричардсон добивается назначения капитаном на подлодку типа Нерка (Nerka) и начинает готовить экипаж к сражению. Его странные для окружающих действия вызывают конфликт с командой. Сложные отношения складываются у Ричардсона и со старшим помощником (Берт Ланкастер), который также надеялся стать капитаном подлодки. На фоне всех этих событий и разворачивается напряжённая борьба подводников с японским эсминцем Акиказу.

## В ролях
- Кларк Гейбл — Рич Ричардсон
- Берт Ланкастер — Джим Бледсоу
- Джек Уорден — Мюллер
- Ник Крават — Руссо